# Ốc hương
Ốc hương (danh pháp khoa học: Babylonia areolata) là một loài động vật thân mềm thuộc họ Babyloniidae sống ở vùng biển nhiệt đới, phân bố chủ yếu ở biển Ấn Độ Dương và Thái Bình Dương, độ sâu từ 5 – 20 m, sống tại chất đáy cát hoặc bùn cát pha lẫn vỏ động vật thân mềm. Đây là loài nhuyễn thể chân bụng quen thuộc không chỉ với người dân miền biển mà cả với những người ở vùng khác vì thịt ốc hương rất ngon, nó còn là nguồn nguyên liệu để làm những món ăn ngon và có giá rất cao trên thị trường.

## Đặc điểm sinh học
Ốc hương thuộc loại ốc xoắn, vỏ màu vàng điểm các chấm nâu, phân bố khắp các miền cận biển với đáy cát pha bùn, kích cỡ cá thể lớn nhất dài không quá 10cm và nặng khoảng 60g. Nhìn bề ngoài, ốc hương có màu lốm đốm xanh trắng vàng rất sạch đẹp.
Tên gọi ốc hương vì nó được gọi tên theo mùi của ốc ngay cả khi tươi sống đã tỏa ra hương thơm tự nhiên, hấp dẫn và tỏa ra hương vị hấp dẫn khi được nấu chín. Ốc hương chỉ cần luộc không cần thêm gia vị nhưng mùi ốc hương lại bốc thơm như lá dứa, ngát như hoa ngâu, gay gay như riềng.

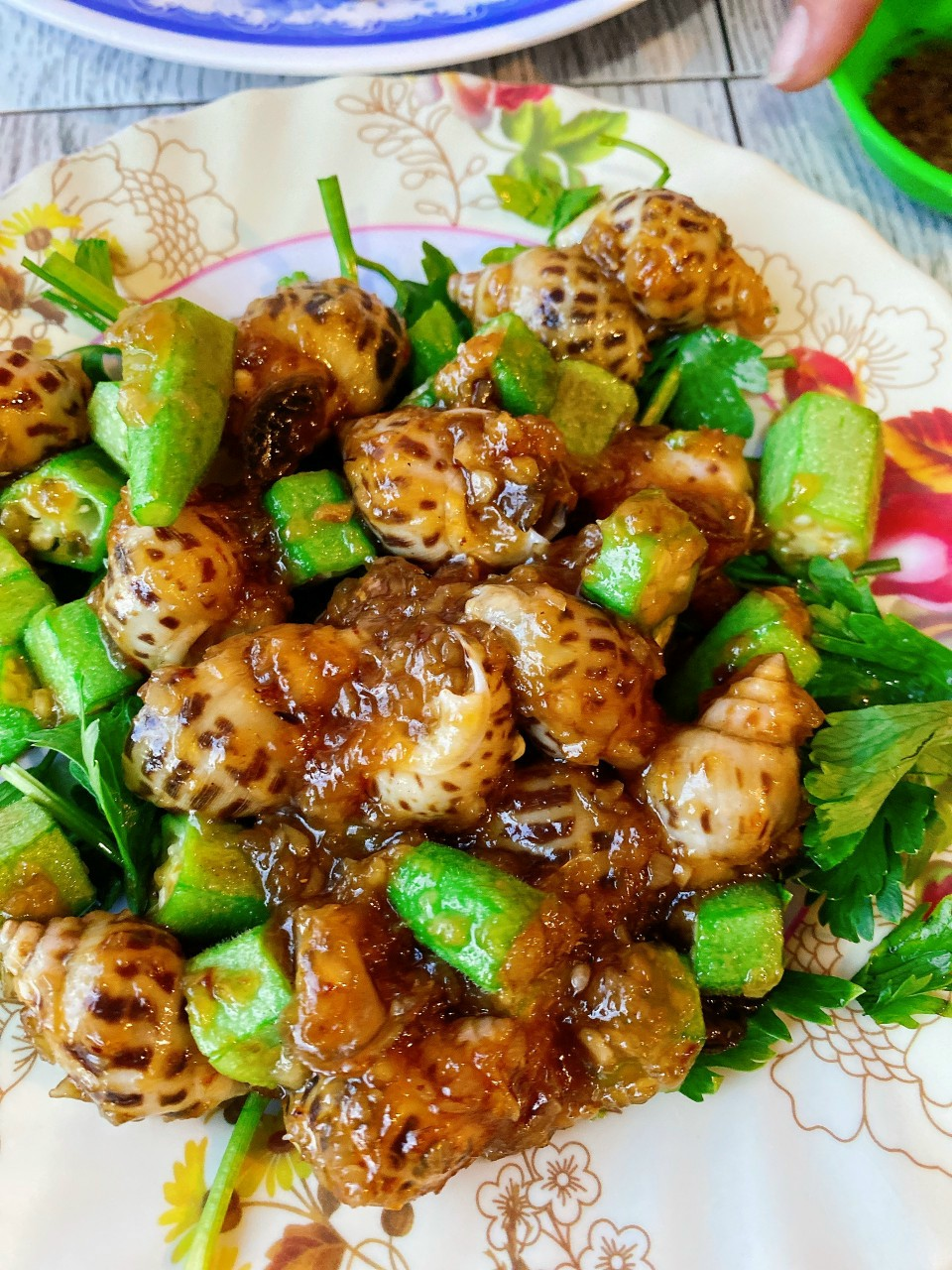
Một đĩa ốc hương rang me

Thịt ốc hương giòn ngọt, lúc nào cũng tươi, dai, không bở, Đặc biệt ốc rất bổ dưỡng cho sức khỏe con người, thịt ốc có hàm lượng dinh dưỡng cao. Ốc cung cấp nhiều calo, các loại vitamin B không thể thiếu cho hoạt động của não và hệ thần kinh. Ốc không có cholesterol nhưng lại dễ tiêu.
Thức ăn của loài ốc hương là mùn bã lắng đọng ở đáy biển và xác thối rữa của các loài thủy sản. Ngoài ra thức ăn của ốc hương còn là động vật. Nó thích ăn các loài động vật thân mềm có 2 mảnh vỏ (trai, sò, nghêu...) và các loài giáp xác (tôm, cua, ghẹ...). Mỗi ngày nó ăn một lượng thức ăn khoảng 12% so với trọng lượng cơ thể của nó. Ở đáy biển, ốc hương sống rải thưa từng đôi một, nhưng khi gặp mồi thì họp đàn dày đặc bu quanh miếng mồi để rúc tỉa.

## Nuôi trồng
Ở Việt Nam, ốc hương được biết đến như mặt hàng thủy hải sản có giá trị cao, được bán trên thị trường không dưới 300.000 đồng/kg, còn giá xuất tại hồ từ 200.000 – 250.000 đồng/kg. Diện tích nuôi ốc hương trên địa bàn huyện Ninh Hòa 50 - 70ha, tập trung ở các xã Ninh Thọ, Ninh Hải, Ninh Phú, Ninh Ích, Ninh Hà... Mặt hàng này được ưa chuộng ở thị trường châu Á, đặc biệt là Trung Quốc, Đài Loan, Singapore. Hiện nay, giá ốc hương trên thị trường nội địa Việt Nam dao động từ 120.000 - 220.000 đồng/kg (tuỳ theo thời điểm), giá xuất khẩu từ 10-15 USD/kg.
Ốc hương được coi là đặc sản quý đang được ngư dân vùng Phú Quốc khai thác và nuôi trồng để xuất khẩu., ốc hương được nuôi với nhiều mô hình đa dạng, tuy nhiên việc chăn nuôi ốc hương cũng không phải là không có những rủi ro nhất định.
Hiện nay, tại Việt Nam đã sản xuất được thức ăn cho ốc hương, tạo điều kiện cho việc nuôi ốc phát triển. Thay vì cho ốc hương ăn thức ăn tươi sống, người nuôi ốc hương có thể dùng viên thức ăn công nghiệp (dạng viên). Đây là loại thức ăn gồm các thành phần bột cá, vỏ sò và một số vitamin có sẵn, thức ăn này làm ốc hương tăng trưởng nhanh và ít bệnh., nó cũng ít làm ô nhiễm môi trường biển nhờ có chất kết dính không làm cho thức ăn tan rã trong nước.
Ốc hương được dùng làm nguyên liệu cho nhiều món ăn ngon như ốc hương nướng - là một đặc sản, ốc hương luộc, ốc hương nhồi.